# Turbomeca Palouste

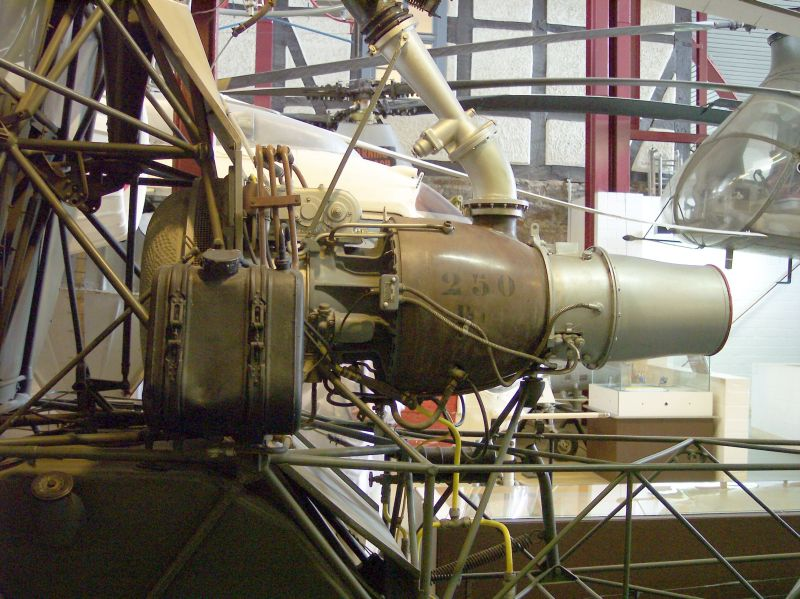
Turbomeca Palouste IV mit deutlich erkennbarem Druckluftentnahmestutzen

Das Turbomeca Palouste war ein Turbo-Luftlieferer des französischen Herstellers Turbomeca. Es wurde Anfang der 1950er Jahre entwickelt und blieb bis Mitte der 1960er Jahre in der Fertigung.
Das Palouste beruht in seiner Auslegung auf dem Turbomeca Artouste und verwendet deren Brennkammer und Turbine sowie die Hilfsantriebe. Wesentlicher Unterschied ist der vergrößerte Verdichter, der es ermöglicht, dem Triebwerk über einen Stutzen Druckluft zu entnehmen. Diese Druckluft konnte zum Beispiel als Medium für den Blattspitzenantrieb von Hubschrauberrotoren verwendet werden. Zunächst stand eine Menge von etwa 0,85 kg/s Druckluft zur Verfügung, die aber noch erheblich vergrößert wurde.
Das leistungsgesteigerte Palouste IV wurde in dieser Weise als Drucklufterzeuger für den Hubschrauber Sud-Ouest SO 1221 Djinn serienmäßig in der Fertigung verwendet. Bis 1963 wurden 390 Palouste bestellt und verkauft.
Eine Lizenzfertigung fand in Großbritannien bei Blackburn und Bristol Siddeley sowie in den USA bei Continental statt.

## Technische Daten
- Länge: 1233 mm
- Breite: 475 mm
- Höhe: 500 mm
- Gewicht: 90 kg
- Druckluftmenge: 1,14 kg/s bei 3,75 bar
- Kraftstoffverbrauch: 110 kg/h